# 三角窗外是黑夜
《三角窗外是黑夜》是日本漫畫家山下知子創作的漫畫作品。於漫畫雜誌《MAGAZINE BE×BOY》2013年4月号開始連載。
改編真人電影由岡田將生與志尊淳主演。原預計2020年10月30日上映，後來因疫情關係影響公開日期延至2021年。
2020年12月於《MAGAZINE BE×BOY》2021年1月號公布改編電視動畫的消息，以及電影於1月22日正式上映。
改編電視動畫於2021年10月3日起播放。

## 劇情簡介
三角康介是只要拿下眼鏡便能清晰看見靈體的書店店員，意外在某一天跟除靈師冷川理人發現這特殊體質，便勸誘他加入除靈事務所成為他的助手。就在一邊負責各種除靈委託時，受到刑警半澤的委託，開始調查一年前的連續殺人事件的始末及謎團。

## 登場人物
三角康介（聲：石谷春貴〔廣播劇CD〕／島崎信長、高橋李依（少年）〔動畫〕；演：志尊淳）
看的見幽靈的書店店員。某天值班時遇上冷川理人，當場被認為是「能拯救他的命中注定之人」後進入他的事務所兼差，從小時候開始就能看見幽靈，除了理人之外也能跟系多同步共感。
冷川理人（聲：坂泰斗〔廣播劇CD〕／羽多野涉、小林優（少年）〔動畫〕；演：岡田將生）
非常有能力的除靈師。非常相信說自己在書店遇到有靈異體質的三角為命中注定，驅靈的方式為以三角的身體作為媒介同步共感，然後從靈魂核心伸出看不見的手將怨靈給捉住並丟出去，但無法對其進行對話。使出來的結界為完全與外界隔離的亞空間，同時也可以藉此通到別處。小時候被身為掌心研究會教主的母親與信徒們稱呼為「大掌大人」，天生擁有驅靈能力，但在某天信徒來求助時吞下不少詛咒然後突然失控，因此導致掌心研究會的會員們集體死亡，只有他活下來。因為在處理部分靈異事件時會將詛咒物給吃下去，因此在故事後半中了老師的陷阱而關在兒時所待的地下室中，最後由康介救出。
非浦英莉可（聲：安濟知佳〔動畫〕；演：平手友梨奈）
女高中生，另一個身分是「詛咒師」。家境優渥，為父親過繼給「老師」的養女，具有念話能力。童年時代經常看到一起跟著進入住處的怨靈，然後被其附身下體驗到各種不同的死亡感受，被理人稱呼為「受死亡喜愛的少女」。過去在「老師」的各種委託中詛咒不少人和收回部分「詛咒存錢筒」，在某次意外下詛咒半澤的太太後為了贖罪以及救出幫助他和逆木逃亡的母親（聲：小島幸子），而協助康介潛入老師的住宅救出理人。
半澤日路輝（聲：三上哲〔動畫〕；演：瀧藤賢一）
調查殺人事件的刑警。個性正直、不相信任何超自然的東西和命運。年輕時調查掌心研究會集體死亡事件中遇上身為小孩的理人，在警局詢問時被理人稱呼為「擁有強烈的不信之力的男人」。起初在調查連續殺人事件並委託理人時完全不相信英莉可的存在，但在英莉可偶然詛咒太太後加入調查老師的真相與協助潛入其住處。
迎系多（聲：齊藤壯馬〔動畫〕）
一名以占卜維生的青年，冷川經常稱呼他「騙人占卜師」。與冷川理人相同擁有靈異體質，然後同樣也可以跟三角共感同步，使出來的結界為能隔絕出另一個不同時空的三角形空間，同時也能與該空間內的怨靈和指定對象進行對話。
逆木一臣（聲：諏訪部順一〔動畫〕；演：新納慎也）
英莉可的隨身保鏢，黑道出身並兼任英莉可的照顧人。故事後期與英莉可搜查研究會中有關老師的證據時曾被惡靈附身一度死亡，由英莉可救回來後產生對死靈免疫的能力。
老師（聲：平田廣明〔動畫〕）
本名不詳，一名收養英莉可的神祕男子，為掌心研究會第二任會長。實為康介的生父，過去偶遇康介的母親後共結連理，但在康介四歲時為了避免妻子承受不住詛咒而離開，也順勢抹消去他本人的回憶與存在，英莉可表示沒有人能記得他的長相和名字，本人自稱說「一旦有人記得了他本人就會遭到詛咒」。喜歡在某些房子內設置許多詛咒陷阱，本人稱之為「詛咒存錢筒」，以原本發生集體死亡事件的掌心研究會作為住家，然後也在自家存下許多詛咒來與外界聯繫。唯一沒有被詛咒的物品為年輕時送給妻子的珠寶盒。
三角則子（聲：本田貴子〔動畫〕）
康介的母親。原本是公務員，在公車上遇到當時的老師後交往並結婚，老師形容他「世上唯一能承受他的詛咒的女性」。

## 出版書籍
| 集數 | Libre          | Libre                  | 東立出版社     | 東立出版社             |
| 集數 | 發售日期       | ISBN                   | 發售日期       | ISBN                   |
| ---- | -------------- | ---------------------- | -------------- | ---------------------- |
| 1    | 2014年2月10日  | ISBN 978-4-7997-1436-2 | 2015年2月25日  | ISBN 978-986-365-473-5 |
| 2    | 2015年2月10日  | ISBN 978-4-7997-2487-3 | 2017年1月11日  | ISBN 978-986-365-474-2 |
| 3    | 2016年3月10日  | ISBN 978-4-7997-2894-9 | 2018年1月17日  | ISBN 978-986-348-305-2 |
| 4    | 2016年12月10日 | ISBN 978-4-7997-3163-5 | 2018年5月9日   | ISBN 978-986-482-533-2 |
| 5    | 2017年8月10日  | ISBN 978-4-7997-3436-0 | 2019年8月7日   | ISBN 978-986-486-703-5 |
| 6    | 2018年7月10日  | ISBN 978-4-7997-3924-2 | 2019年12月18日 | ISBN 978-957-26-1684-0 |
| 7    | 2019年4月10日  | ISBN 978-4-7997-4285-3 | 2021年2月9日   | ISBN 978-957-26-3473-8 |
| 8    | 2020年2月10日  | ISBN 978-4-7997-4285-3 | 2021年4月28日  | ISBN 978-957-26-6029-4 |
| 9    | 2020年9月10日  | ISBN 978-4-7997-4921-0 | 2023年4月12日  | ISBN 978-957-26-6030-0 |
| 10   | 2021年3月10日  | ISBN 978-4-7997-5166-4 | 2023年10月11日 | ISBN 978-626-347-014-9 |

《三角窗外是黑夜 後來》（さんかく窓の外側は夜 その後）收錄單行本未收錄的番外和彩色短篇漫畫。
| 集數 | Libre          | Libre                  | 東立出版社    | 東立出版社             |
| 集數 | 發售日期       | !ISBN                  | 發售日期      | ISBN                   |
| ---- | -------------- | ---------------------- | ------------- | ---------------------- |
| 全   | 2021年12月20日 | ISBN 978-4-7997-5533-4 | 2025年8月20日 | ISBN 978-626-02-0363-4 |

## 真人電影
真人電影由渡边娱乐和松竹共同製作。導演為森ガキ侑大，由岡田將生與志尊淳主演。原本要在2020年10月30日上映，後因疫情關係影響延至2021年上映，2020年3月公布其他演員名單。電影主題曲由永遠是深夜有多好。負責。

### 演員列表
- 冷川理人：岡田将生
- 三角康介：志尊淳
- 非浦英莉可：平手友梨奈
- 非浦松男：マキタスポーツ[16]
- 逆木一臣：新納慎也[16]
- 三角則子：和久井映見[16]
- 石黒哲哉：筒井道隆[16]
- 半澤日路輝：滝藤賢一[16]
- 半澤冴子：櫻井由紀[16]
- 石井慶子：北川景子[17][18]
- 緊急病院医師：加賀成一

### 製作人員
- 原作：山下知子
- 監督：森ガキ侑大[19]
- 劇本：相沢友子[19]
- 音樂：山口由馬
- 開頭主題曲：永遠是深夜有多好。「過眠」（EMI Records / UNIVERSAL MUSIC）
- 主題曲：永遠是深夜有多好。「暗く黒く」（EMI Records / UNIVERSAL MUSIC）[20]
- 製作：渡辺ミキ、大角正
- 執行製作人：大和田宇一、吉田繁暁
- 製作人：藤田大輔、福島大輔、田渕みのり
- 攝影：近藤哲也
- 照明：溝口知
- 美術：松永桂子
- 錄音：猪股正幸
- VFX：城戸久倫
- 編輯：キルゾ伊東
- 服裝：Babymix
- 装飾：石上淳一
- 造型：澤田梨沙
- 場記：押田智子
- 音樂製作人：戸波和義
- 宣傳製作人：湯浅正美
- 助監督：根木裕介
- 製作擔當：前場恭平
- 專案經理：小松次郎
- 執行製片：大熊敏之
- 配給：松竹
- 製作：「三角窗外是黑夜」製作委員会（渡邊娛樂、松竹、ハピネット、Seed & Flower、Y&N Brothers、リブレ、東販、松竹ブロードキャスティング）

## 電視動畫
2021年10月到12月於TOKYO MX進行放送。

### 製作人員
- 原作 - 山下知子[22]
- 導演、角色設計 - 安田好孝[22]
- 總導演 - 岩永大慈[22]
- 系列構成 - 関根アユミ[22]
- 美術監督 - 松宮正純[22]
- 美術設定 - 平義樹弥[22]
- 色彩設計 - 橋上彰[22]
- 3DCG導演 - 菅友彦[22]
- 攝影監督 - 斉藤朋美[22]
- 編輯 - 宇都宮正記[22]
- 音響監督 - 納谷僚介[22]
- 音樂 - Evan Call[22]
- 製作人 - 川崎夏子、野辺伸泰、川島由紀子、杉浦綾香、臼井久人、先川幸矢、鈴木寛子、中川岳
- 動畫製作人 - 大林卓司
- 動畫制作 - ZERO-G[22]
- 製作 - さんかく窓プロジェクト[22]

### 主題曲
「サイカ」
FREDERIC演唱的片頭曲。作詞、作曲：三原康司、編曲：フレデリック。
「Breakers」
羽多野渉演唱的片尾曲。作詞：岩城由美、作曲：Evan Call。

### 各話列表
Template:/base
| 話數   | 標題 | 脚本       | 分鏡     | 演出           | 作画監督                                                       | 總作画監督                          | 首播日         |
| ------ | ---- | ---------- | -------- | -------------- | -------------------------------------------------------------- | ----------------------------------- | -------------- |
| 第1話  |      | 関根アユミ | 岩永大慈 | 岩永大慈       | 植田羊一 五十内祐輔 北村友幸 大野勉 桜井正明 横田和彦 牛島勇二 | 安田好孝                            | 2021年 10月3日 |
| 第2話  |      | 高山克彥   | 沖田宮奈 | 宇都宮正記     | 山本真嗣                                                       | 安田好孝 佐光幸恵 中原清隆          | 10月10日       |
| 第3話  |      | 金春智子   | 安田好孝 | 喜多幡徹       | 石井ゆみこ 小澤円 大野勉 横田和彦                              | 安田好孝 佐光幸恵 中原清隆          | 10月17日       |
| 第4話  |      | 高山克彥   | 阿部達也 | 高山智也       | 五十内祐輔                                                     | 安田好孝 佐光幸恵 中原清隆          | 10月24日       |
| 第6話  |      | 関根アユミ | 植田羊一 | 鈴木薫         | 植田羊一 桜井正明 小澤円 石井ゆみこ                            | 安田好孝 植田羊一 桜井正明          | 11月7日        |
| 第7話  |      | 高山克彥   | 小寺勝之 | 松井郁洋       | 山本真嗣 河西睦月                                              | 安田好孝 中原清隆                   | 11月14日       |
| 第8話  |      | 金春智子   | 小寺勝之 | たかたまさひろ | 牛島勇二 大野勉 北村友幸 南伸一郎 横田和彦                     | 安田好孝 佐光幸恵 桜井正明          | 11月21日       |
| 第9話  |      | 高山克彥   | 佐山聖子 | 中野彰子       | 中野彰子                                                       | 安田好孝 中原清隆 桜井正明          | 11月28日       |
| 第10話 |      | 金春智子   | 阿部達也 | 阿部達也       | 阿部達也 横田和彦 石井ゆみこ 小澤円                            | 安田好孝 佐光幸恵 桜井正明 中原清隆 | 12月5日        |
| 第11話 |      | 関根アユミ | 沖田宮奈 | 岩永大慈       | 氷室陽                                                         | 安田好孝 桜井正明                   | 12月12日       |
| 第12話 |      | 関根アユミ | 植田羊一 | 鈴木薫         | 大野勉 小澤円 北村友幸 前田学史 横田和彦                       | 安田好孝 佐光幸恵 桜井正明          | 12月19日       |

### 播映平台
| 播放期間                 | 播放時間                         | 播放局                 | 播放地區 | 備註                              |
| ------------------------ | -------------------------------- | ---------------------- | -------- | --------------------------------- |
| 2021年10月3日 - 12月19日 | 星期日 22:00 - 22:30             | TOKYO MX               | 東京都   |                                   |
|                          | 星期日 23:30 - 星期一 0:00       | SUN電視台              | 兵庫県   |                                   |
| 2021年10月6日 - 12月22日 | 星期三 0:00 - 0:30（星期二深夜） | BS富士                 | 日本全域 | BS/BS4K放送 /『アニメギルド』頻道 |
| 2021年11月20日 -         | 星期六 2:00 - 3:00（金曜深夜）   | ホームドラマチャンネル | 日本全域 | CS放送 / 2話連続放送              |

| 播放日        | 放送時間                       | 放送網站 |
| ------------- | ------------------------------ | --- |
| 2021年10月3日 | 星期日 22:00 更新              | FOD |
| 2021年10月8日 | 星期五 22:00 更新              | Amazon Prime Video 萬代頻道 ビデオマーケット music.jp DMM.com TSUTAYA TV HAPPY!動画 ムービーフル GYAO! Niconico頻道 ひかりTV dTV |
| 2021年10月9日 | 星期六 0:00（星期五深夜） 更新 | TELASA J:COMオンデマンド みるプラス                                                                                              |

### BD
| 卷數 | 發售日期       | 收錄話數        | 規格編號   |
| ---- | -------------- | --------------- | ---------- |
| 1    | 2021年12月24日 | 第1話 - 第3話   | EYXA-13566 |
| 2    | 2022年1月28日  | 第4話 - 第6話   | EYXA-13567 |
| 3    | 2022年2月25日  | 第7話 - 第9話   | EYXA-13568 |
| 4    | 2022年3月25日  | 第10話 - 第12話 | EYXA-13569 |

## 其他媒體

### 廣播劇CD
廣播劇CD是單行本第7卷發售時的附錄，主角兩人分別由石谷春貴（三角康介）和坂泰斗（冷川理人）負責配音。而單行本第8卷發售時，也一同發行安利美特附贈廣播劇CD的限定版，此廣播劇為原創故事。

### 體感遊戲
於2017年8月10日在安利美特各店鋪舉辦進行體驗。

## 外部連結
- libre官網作品主頁 （页面存档备份，存于）（日語）

電影
- 電影官方網站 （页面存档备份，存于）（日語）
- 松竹官網資料頁面 （页面存档备份，存于） - 松竹（日語）
- 電影的X（前Twitter）（日語）

電視動畫
- 電視動畫官方網站 （页面存档备份，存于）（日語）
- 電視動畫的X（前Twitter）（日語）